# Fino (Fluss)
Der Fino ist ein Fluss in der italienischen Region Abruzzen mit ungefähr 49 km Länge.

## Geographie
Der Fluss Fino entspringt unterhalb des Monte Tremoggia im Gebirgsgebiet des Gran Sasso in der Höhe von ungefähr 1050 m. Der Fino hat einen durchschnittlichen Wasserdurchfluss von ca. 3 m³/s. Er hat zahlreiche Zuflüsse: unter anderem  il Rio, il Cerchiole, il Colle Marino, il fosso Gardito, il fosso Trufolone, il fosso Mantini, il fosso Odio und i fossi Cipresso. Er durchquert das Territorium der Comunità Montana del Vomano, Fino e Piomba. Der Fino fließt weiter in östlicher Richtung und erreicht die Provinz Pescara, wo er die Ortschaften Penne, Picciano, Collecorvino, Elice und Città Sant’Angelo durchfließt.